# Phryganea solitaria
Phryganea solitaria is een fossiele soort schietmot uit de familie Phryganeidae.